# Leonardo De Faveri
Leonardo Damián De Faveri (Esperanza, Santa Fe, Argentina, 28 de octubre de 1984) es un exfutbolista argentino que jugaba como defensor.

## Trayectoria

### 9 de Julio de Rafaela
De Faveri debutó con 9 de Julio de Rafaela en el 2005. Jugó en el club santafesino hasta el 2006.

### Atlético Tucumán
En el año 2006 viajó a San Miguel de Tucumán y se unió a Atlético Tucumán. Disputó una temporada con la camiseta del decano.

### General Paz Juniors
Luego de su paso por Atlético, se mudó a Córdoba, para jugar en General Paz Juniors.

### Unión San Vicente
En el 2009 pasó a Unión San Vicente.

## Clubes
| Club                  | País      |
| --------------------- | --------- |
| 9 de Julio de Rafaela | Argentina |
| Atlético Tucumán      | Argentina |
| General Paz Juniors   | Argentina |
| Unión San Vicente     | Argentina |